# Rosario La Spina
Rosario La Spina (Brisbane, 1970) è un tenore australiano con una carriera internazionale attiva dai primi anni 2000. Ha lavorato con molti importanti teatri e orchestre, cantando con direttori come Renato Palumbo, Bruno Bartoletti, Gary Bertini, Daniele Callegari e Richard Hickox. Dal 2005 è particolarmente attivo con Opera Australia.

## Biografia
Rosario La Spina è di origini siciliane. È nato e cresciuto a Brisbane, nel Queensland. È diventato prima muratore nell'azienda di famiglia fino a quando un incidente sul lavoro all'età di 23 anni gli ha dato il tempo di prendere lezioni di canto.

## Carriera
La Spina iniziò le lezioni di canto con l'insegnante vocale di Brisbane Leonard Lee. Tre anni dopo Lee suggerì a La Spina di frequentare il Conservatorio di musica locale per acquisire la necessaria esperienza teatrale. La Spina ha studiato canto al Queensland Conservatorium, dove ha vinto l'Elizabeth Muir Memorial Prize nel 1994. Dopo aver conseguito la laurea, si è laureato in canto al Royal Northern College of Music di Manchester, in Inghilterra, con Joseph Ward, OBE. Durante la sua formazione ha eseguito il Messiah di Händel, lo Stabat Mater di Dvořák e i Carmina Burana di Orff ed è apparso come ospite nei panni di Arturo nella Lucia di Lammermoor allo Stadttheater di Berna e come solista in serate di gala con l'Ulster Orchestra, Belfast e l'Orchestra Sinfonica del Cairo, in Egitto. È apparso con la SBS Radio and Television Youth Orchestra ed è stato membro dei Ten Tenors.
Nel 2000 ha vinto il primo premio al concorso per tenore all'Accademia della Scala. La vittoria del concorso gli permise di studiare per due anni nel programma per giovani artisti della Scala sotto Luciana Serra e Leyla Gencer e portò al suo debutto alla Scala come il Messaggero in Sansone e Dalila di Camille Saint-Saëns con Plácido Domingo e Ol'ga Borodina nei ruoli principali.
Nel 2002 La Spina ha vinto il primo premio al Concorso Lirico Internazionale Mario Del Monaco. Nello stesso anno è tornato alla Scala per il suo primo ruolo principale in quel teatro come Riccardo nell'Oberto di Giuseppe Verdi. Nello stesso anno ha cantato di nuovo Riccardo al Teatro Carlo Felice, ha interpretato il Duca di Mantova in Rigoletto in Toscana e Rodolfo nella Bohème in Calabria.
Nel 2003 La Spina fece la sua prima apparizione al Teatro Regio di Parma durante il loro Festival Verdiano estivo come Arvino ne I Lombardi alla prima crociata ed ha interpretato Alfredo ne La traviata per il suo debutto al Teatro comunale Pavarotti-Freni di Modena. Ha fatto la sua prima apparizione in Asia come Luigi ne Il tabarro di Giacomo Puccini a Osaka, in Giappone. Nel 2004 è apparso al Teatro Argentina di Roma nel ruolo del Duca di Mantova, un ruolo che ha cantato di nuovo per l'Opera New Zealand ad Auckland e a Wellington nello stesso anno.
Dal 2005 La Spina è stato molto attivo con compagnie d'opera e le orchestre nel suo paese d'origine. Con Opera Australia è apparso come Alfredo, Calaf in Turandot, Don José in Carmen, il Duca di Mantova, il Principe in L'amore delle tre melarance, il Principe in Rusalka, Pinkerton in Madama Butterfly, Rodolfo e il ruolo del protagonista in I racconti di Hoffmann. Con la West Australian Opera ha interpretato Alfredo e Pinkerton e con la State Opera of South Australia ha cantato Hoffmann. Con la Sydney Symphony Orchestra è stato solista nello Stabat Mater di Rossini e nel Requiem di Verdi. Ha cantato in concerti con la Queensland Orchestra, l'Adelaide Symphony Orchestra e la Brisbane Philharmonic Orchestra.
Nel 2007 La Spina ha fatto il suo debutto americano come Rodolfo alla Seattle Opera. Per l'Opera Australia sotto la direzione di Richard Hickox ha eseguito The Prince in Rusalka che è stata pubblicata su compact disc.
Nel 2008 e nel 2009 ha cantato Don Jose e Pinkerton per Opera Australia alla Sydney Opera House e all'Arts Centre Melbourne e ha interpretato Radames (Aida) sia alla Seattle Opera che all'Opera Australia. Nel 2009 La Spina ha pubblicato il CD da solista Rosario con arie e canzoni.
Nell'agosto 2010 Rosario e sua sorella Anna-Maria La Spina hanno pubblicato un album crossover orchestrale/pop intitolato Always You.

## Vita privata
Il mezzosoprano Milijana Nikolic è la moglie di La Spina. La cantautrice Anna-Maria La Spina è sua sorella.

## Discografia
- 2005: Classic Spectactuular nella Rod Laver Arena, Melbourne: ("La donna è mobile", " In fondo al tempio sacro" (con José Carbó), "Nessun dorma" (con la Melbourne Chorale); Melbourne Symphony Orchestra,  Anthony Inglis (cond.); ABC Classics Cat. Nr. 476 8903
- 2007: come Principe in  Rusalka, Richard Hickox (cond),  Australian Opera Orchestra, Cheryl Barker, Bruce Martin, Elizabeth Whitehouse, Anne-Marie Owens, Sarah Crane; Chandos Records
- 2008: Puccini Romance, Arie e duetti da La bohème (con Antoinette Halloran), Tosca , Le Villi , La fanciulla del West, La rondine, Turandot, Madama Butterfly; ABC Classics, cat. N.: 476 6404
- 2009: The Number One Classical Album 2009 (compilation); "Recondita armonia"; Decca Records Cat. no. 480 2016
- 2009: Rosario , arie (Verdi, Puccini, Leoncavallo, Adam, Lehár) e canzoni; Orchestre Philharmonique de Monte-Carlo,  Richard Mills (cond.); ABC Classics Cat. no. 476 3483
- 2010: Sempre tu con la sorella, la cantautrice pop, Anna-Maria La Spina